# Guerre della banana
La locuzione guerre della banana (in inglese: Banana Wars) indica una serie di occupazioni, azioni di polizia e interventi militari attuati dagli Stati Uniti nel Centroamerica e nei Caraibi tra il XIX secolo e la prima metà del XX.
L'inizio di tali conflitti è individuato nello scoppio della guerra ispano-americana nel 1898. Tra il termine del conflitto con la Spagna ed il 1934, gli Stati Uniti condussero una serie di operazioni ed occupazioni militari a Panama, in Honduras, in Nicaragua, in Messico, ad Haiti e in Repubblica Dominicana. Questa serie di conflitti terminò nel 1934, col ritiro delle truppe statunitensi da Haiti e l'inizio della politica di buon vicinato (in inglese: Good Neighbor Policy) del Presidente Franklin D. Roosevelt.

## Le motivazioni
Le ragioni dietro a questi conflitti furono diverse, soprattutto di natura economica. Il termine "guerre della banana" nasce dalla correlazione tra questi interventi militari e la protezione degli interessi commerciali statunitensi in queste regioni.
In particolare, la statunitense United Fruit Company aveva forti interessi economici in gioco nella produzione di banane, tabacco, zucchero di canna e vari altri prodotti provenienti dalle zone dei Caraibi, del Centroamerica e della parte settentrionale dell'America meridionale. Gli Stati Uniti inoltre vantavano anche interessi politici, in particolare erano determinati a mantenere il Canale di Panama nella loro sfera di influenza, in quanto punto vitale dei traffici marittimi, sia commerciali che militari.

## Le operazioni militari
La maggior parte degli interventi militari statunitensi nelle Guerre della banana furono condotti dallo United States Marine Corps. I Marines intervennero talmente spesso in questi conflitti che nel 1921 pubblicarono un apposito manuale, lo Small Wars Manual, The Strategy and Tactics of Small Wars (Strategia e tattiche delle guerre minori).
Occasionalmente, presero parte ad azioni militari anche soldati dello United States Army e navi della United States Navy, queste ultime impiegate per fornire supporto di fuoco alle truppe a terra. Probabilmente, l'ufficiale più attivo durante le Guerre della banana fu il generale Smedley Butler, appartenente al United States Marine Corps. Butler servì inizialmente in Honduras nel 1903 ed in Nicaragua dal 1909 al 1912. Per le sue successive azioni nelle Guerre della banana, fu inoltre insignito di due Medal of Honor, la più alta decorazione militare assegnata dal Governo degli Stati Uniti, la prima volta per il suo ruolo durante le operazioni a Veracruz nel 1914 e la seconda per il coraggio dimostrato nel reprimere le Rivolte del Caco ad Haiti, nel 1915. Nel 1935, nel suo libro War Is A Racket (La guerra è un'attività criminale), Butler scrisse:
(Smedley Butler, War Is A Racket (1935))

## Gli Stati interessati

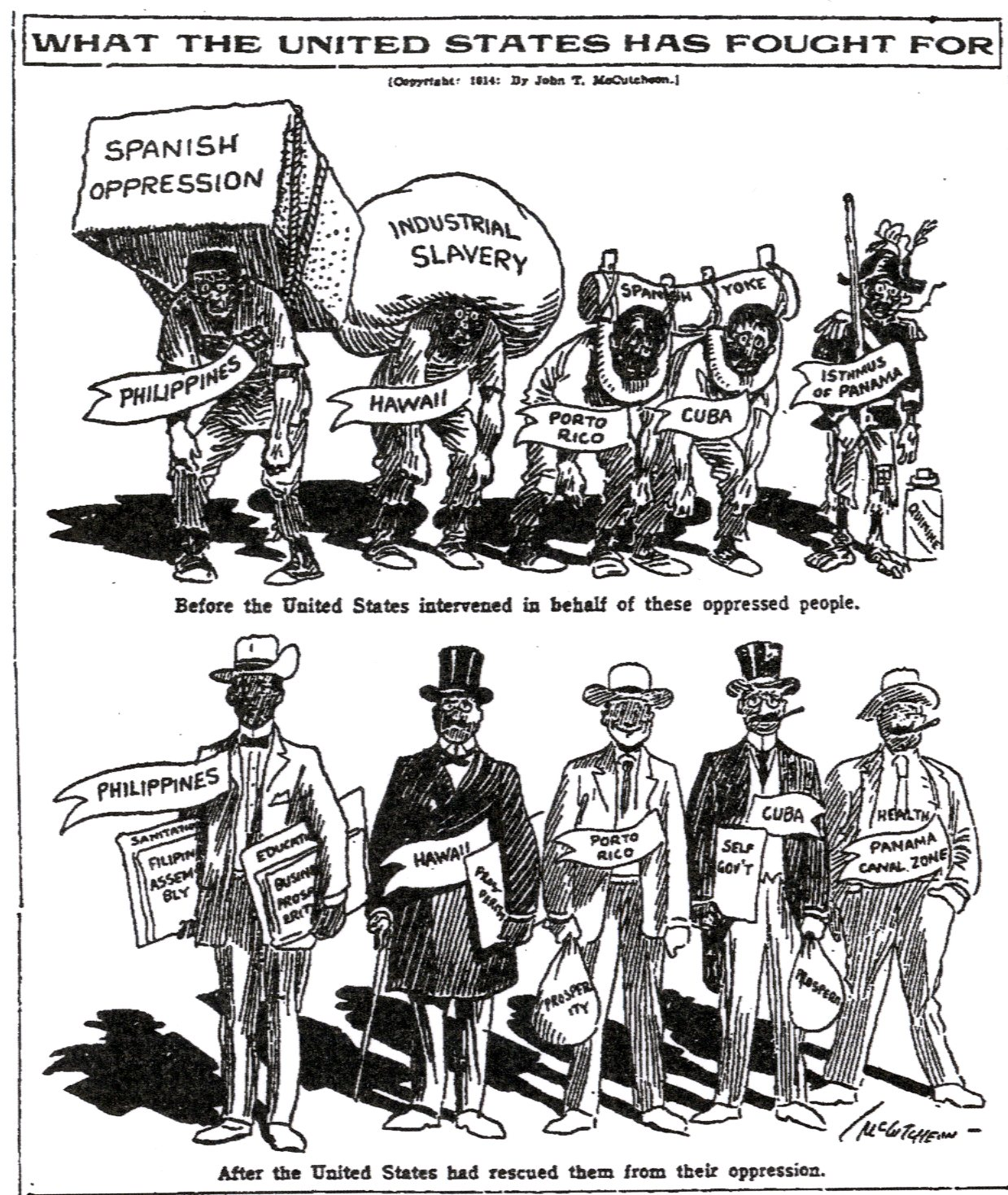
Vignetta di propaganda a sostegno dell'intervento militare statunitense nelle Guerre della banana, pubblicata sul Chicago Tribune nel 1914

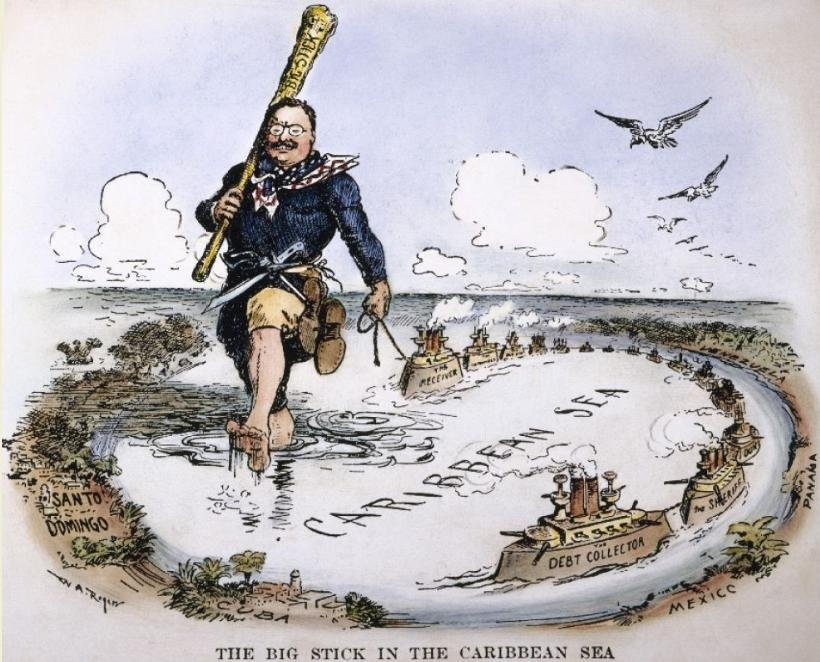
La politica del grosso bastone del presidente statunitense Theodore Roosevelt in una vignetta di William Allen Rogers del 1904 che trae ispirazione da un episodio de I viaggi di Gulliver

- Cuba e Porto Rico: Durante la guerra ispano-americana, gli Stati Uniti intervengono militarmente a Cuba ed invadono Porto Rico. Alla fine del conflitto, Cuba diventa un quasi-protettorato statunitense e Porto Rico, Guam e le Filippine passano sotto diretto controllo degli Stati Uniti.
- Panama: I primi interventi statunitensi risalgono al Trattato Mallarino-Bidlack del 1846, un accordo commerciale in cui però spiccava la clausola 35, con la quale gli Stati Uniti si impegnavano a garantire il libero transito attraverso il futuro Canale di Panama, dandosi così il diritto di intervenire militarmente a Panama; una delle prime applicazioni di tale clausola fu la Guerra dell'Anguria del 1856. Nel 1903, alla fine della Guerra dei mille giorni, con l'appoggio del governo degli Stati Uniti Panama si separò dalla Colombia.[3] Il Canale di Panama era ancora in costruzione e gli Stati Uniti se ne garantirono il controllo, creando la Zona del Canale di Panama.
- Venezuela: A seguito del mancato pagamento del debito estero, Gran Bretagna, Impero tedesco e Regno d'Italia impongono un blocco navale al Venezuela, durato dal dicembre 1902 al febbraio 1903. Gli Stati Uniti intervengono diplomaticamente, riuscendo a far raggiungere alle parti un accordo. La crisi venezuelana e le sue dirette conseguenze furono gli eventi chiave per la formulazione del Corollario Roosevelt, atto a scongiurare futuri interventi europei nei paesi di Centroamerica e Caraibi.
- Nicaragua: Dopo alcune operazioni militari nei decenni precedenti, tra cui azioni terrestri e bombardamenti, il paese viene formalmente occupato dagli Stati Uniti dal 1912 al 1933.
- Cuba: Occupazione statunitense dal termine della guerra ispano-americana nel 1898 fino al 1902, sotto il governo di Leonard Wood. Fu nuovamente occupata nei periodi 1906–1909, 1912 e 1917–1922. Il paese fu governato nei termini dell'emendamento Platt fino al 1934.
- Haiti: Occupazione statunitense di Haiti dal 1915 al 1934. Stesura di una nuova costituzione, in cui scompariva il divieto ai non-haitiani di possedere terreni. Svolgimento delle Guerre del caco.[4]
- Repubblica Dominicana: Azioni militari nel 1903, 1904 e 1914. Occupazione statunitense dal 1916 al 1924.
- Honduras: Paese chiave nel settore dell'esportazione della banana, era dominato dalle corporazioni statunitensi United Fruit Company e Standard Fruit Company; entrambe, oltre che grandi proprietarie terriere, controllavano anche il trasporto ferroviario. Interventi di truppe statunitensi nel 1903, 1907, 1911, 1912, 1919, 1924 e 1925.[5] Nel 1904 lo scrittore O. Henry coniò il termine Repubblica delle banane proprio per descrivere la situazione politica dell'Honduras in quegli anni.
- Messico: L'intervento militare delle forze statunitensi in Messico fu causato da analoghi interessi politico-economici, ma nonostante ciò esso si presenta come un caso particolare. Gli Stati Uniti condussero la Guerra di confine, dal 1910 al 1919, per controllare il flusso di migranti provenienti dal Messico e per contrastare le frequenti incursioni oltre confine dei Pacificos, i rivoluzionari messicani. Comunque, l'occupazione statunitense di Veracruz del 1914 non rientrava nella difesa del confine, ma era un mero esercizio di controllo politico attuato con la forza militare. In quell'occasione gli Stati Uniti bloccarono i rifornimenti di munizioni provenienti dalla Germania e destinati a Victoriano Huerta[6], che a seguito di un recente colpo di Stato aveva instaurato un governo, non riconosciuto dall'allora Presidente degli Stati Uniti Thomas Woodrow Wilson.[6] Negli anni precedenti alla prima guerra mondiale, gli Stati Uniti erano in lotta con la Germania per mantenere il Messico nella propria sfera di influenza. Il governo tedesco era in stretto contatto con quello messicano, cui forniva armamenti e consigli politici. Episodi rilevanti furono l'incidente del Ypiranga del 1914, la cattura a Città del Messico di Lothar Witzke, spia e sabotatore tedesco, il Telegramma Zimmermann del 1917 e la presenza di consiglieri tedeschi alla battaglia di Ambos Nogales nel 1918. Durante la Rivoluzione messicana, oltre all'occupazione di Veracruz, gli Stati Uniti invasero il Messico solo in un'altra occasione, dal 1916 al 1917, quando le truppe al comando del generale John Pershing organizzarono una spedizione su scala nazionale nel tentativo di catturare Pancho Villa.

Altri paesi dell'America Latina furono influenzati o dominati dalla politica economica e/o dagli interessi commerciali degli Stati Uniti fino al punto di coercizione. Nel 1904, davanti al Congresso degli Stati Uniti, Theodore Roosevelt pronunciò il Corollario Roosevelt, un'aggiunta alla Dottrina Monroe che sanciva la correttezza degli interventi degli Stati Uniti atti a stabilizzare l'economia dei paesi del Centroamerica e dei Caraibi che non fossero stati in grado di fare fronte da soli al proprio debito estero. Dal 1909 al 1913 il presidente William Howard Taft ed il suo Segretario di Stato Philander Chase Knox applicarono la "diplomazia del dollaro", da loro presentata come più pacifica ed economica rispetto alla politica dei loro predecessori, anche se non mancarono interventi militari come quello in Nicaragua.